# Смехнова, Раиса Филипповна
Раи́са Фили́пповна Смехно́ва (урожд. Катюкова; род. 16 сентября 1950, Калтан, Кемеровская область) — советская легкоатлетка, специализировавшаяся в беге на средние, длинные дистанции, марафоне и по пересечённой местности.
Трёхкратная чемпионка мира по бегу по пересечённой местности в командном зачёте (1976, 1977, 1982) и двукратный серебряный призёр в личном и командном (1979), бронзовый призёр игр Дружба-84 и чемпионата мира 1983 года в марафоне. Чемпионка СССР 1985 года (марафон) и летней Спартакиады народов СССР 1975 года (3000 метров).

## Карьера
Серебряный призёр Спартакиады народов СССР 1979 года.
В 1979 году на чемпионате мира по кроссу завоевала два серебра — индивидуальное и командное.
Серебряный призёр чемпионата СССР 1982 года.
На летней Спартакиаде народов СССР 1983 была второй.
Участница двух Олимпиад, причём в 1976 году выступала на дистанции 1500 метров, а в 1988 году — в марафоне.
На Кубке Европы по марафону 1988 года завоевала личное серебро и командное золото.

## Результаты

### Соревнования
предварительные забеги/соревнования
| Год  | Соревнования             | Город       | Дистанция                | Дата       | Результат   | Место               | Видео |
| ---- | ------------------------ | ----------- | ------------------------ | ---------- | ----------- | ------------------- | ----- |
| 1976 | Чемпионат мира по кроссу | Чепстоу     | 4800 м                   | 28 февраля | 17.03       | 12 (личный зачёт)   |       |
| 1976 | Чемпионат мира по кроссу | Чепстоу     | 4800 м                   | 28 февраля | 33          | I (командный зачёт) |       |
| 1976 | Олимпийские игры         | Монреаль    | 1500 м                   | 28 июля    | 4.10,88     | 2 Q (забег 1)       |       |
| 1976 | Олимпийские игры         | Монреаль    | 1500 м                   | 29 июля    | 4.03,20     | 6 NQ (полуфинал 1)  |       |
| 1977 | Чемпионат мира по кроссу | Дюссельдорф | 5100 м                   | 20 марта   | 17.46       | 6 (личный зачёт)    |       |
| 1977 | Чемпионат мира по кроссу | Дюссельдорф | 5100 м                   | 20 марта   | 15          | I (командный зачёт) |       |
| 1979 | Чемпионат мира по кроссу | Лимерик     | 5400 м (личный зачёт)    | 25 марта   | 17.14       | II                  |       |
| 1979 | Чемпионат мира по кроссу | Лимерик     | 5400 м (командный зачёт) | 25 марта   | 48          | II                  |       |
| 1980 | Чемпионат мира по кроссу | Париж       | 4550 м (личный зачёт)    | 9 марта    | 16.09       | 11                  |       |
| 1982 | Чемпионат мира по кроссу | Рим         | 4663 м (личный зачёт)    | 28 марта   | 14.55,5     | 8                   |       |
| 1982 | Чемпионат мира по кроссу | Рим         | 4663 м (командный зачёт) | 28 марта   | 44          | I                   |       |
| 1983 | Чемпионат мира           | Хельсинки   | марафон                  | 7 августа  | 2:31.13 NR* | III                 |       |
| 1984 | Дружба-84                | Прага       | марафон                  | 18 августа | 2:33.59     | 4                   |       |
| 1986 | Игры доброй воли         | Москва      | марафон                  | 6 июля     | DNF         | —                   |       |

| Год  | Соревнование | Город      | Дистанция  | Дата       | Результат | Место |
| ---- | ------------ | ---------- | ---------- | ---------- | --------- | ----- |
| 1972 | Чемпионат    | Москва     | 3000 м     | 19 июля    | 9.31,2    | 7     |
| 1973 | Чемпионат    | Москва     | 3000 м     | 10 июля    | 9.23,2    | 8     |
| 1975 | Спартакиада  | Москва     | 3000 м     | 30 июля    | 9.00,6    | I     |
| 1978 | Чемпионат    | Тбилиси    | 3000 м     | 29 июля    | 8.54,0    | 6     |
| 1979 | Спартакиада  | Ессентуки  | кросс 5 км | 4 марта    | 16.27,8   | II    |
| 1980 | Чемпионат    | Фрунзе     | кросс 2 км | 27 апреля  | 5.50,1    | III   |
| 1981 | Чемпионат    | Кисловодск | кросс 5 км | 1 марта    | 16.35,0   | 9     |
| 1982 | Чемпионат    | Киев       | 10 000 м   | 27 июля    | 32.36,05  | 4     |
| 1982 | Чемпионат    | Москва     | марафон    | 27 июня    | 2:37.04,0 | II    |
| 1982 | Чемпионат    | Ессентуки  | кросс 6 км | 28 февраля | 19.57,0   | III   |
| 1983 | Спартакиада  | Москва     | марафон    | 14 мая     | 2:36.53,0 | II    |
| 1984 | Чемпионат    | Киев       | 10 000 м   | 24 июня    | 31.59,70  | 6     |
| 1984 | Чемпионат    | Баку       | марафон    | 13 мая     | 2:38.26,0 | 8     |
| 1985 | Чемпионат    | Могилёв    | марафон    | 15 июня    | 2:32.00,0 | I     |
| 1988 | Чемпионат    | Киев       | 10 000 м   | 2 августа  | 32.50,01  | 15    |
| 1988 | Чемпионат    | Баку       | кросс 5 км | 28 февраля | 16.19     | III   |

### Рекорды
Дважды устанавливала рекорд СССР в марафоне (2:31.13 в 1983 году и 2:29.10 в 1984 году).

### Комментарии
1. 1 2  Состав команды: Татьяна Казанкина — 2, Гиана Романова — 8, Татьяна Галстян — 11, Раиса Катюкова — 12
2. 1 2  Состав команды: Людмила Брагина — 2, Гиана Романова — 3, Ирина Бондарчук — 4, Раиса Катюкова — 6
3. 1 2  Состав команды: Раиса Смехнова — 2, Светлана Ульмасова — 5, Гиана Романова — 12, Раиса Белоусова — 29
4. 1 2  Состав команды: Елена Сипатова — 7, Раиса Смехнова — 8, Татьяна Позднякова — 11, Галина Захарова — 18